# Église de la Résurrection de Tunis
L'église de la Résurrection de Tunis (russe : Церковь Воскресения Христова) ou église orthodoxe russe de Tunis (arabe : الكنيسة الأرثوذكسية الروسية بتونس), est une église orthodoxe de la ville de Tunis (Tunisie).
Située sur l'avenue Mohammed-V, elle est édifiée par la communauté russe de Tunis.
La pose de la première pierre a lieu en octobre 1953. Construite par l'architecte russe Michel Kozmine (1901-1999), elle est inaugurée le 10 juin 1956 par Jean Maximovich, archevêque de l'Église orthodoxe russe hors frontières pour l'Europe occidentale.
L'édifice est une copie stylisée de l'église de l'Intercession-de-la-Vierge sur la Nerl située près de Moscou.

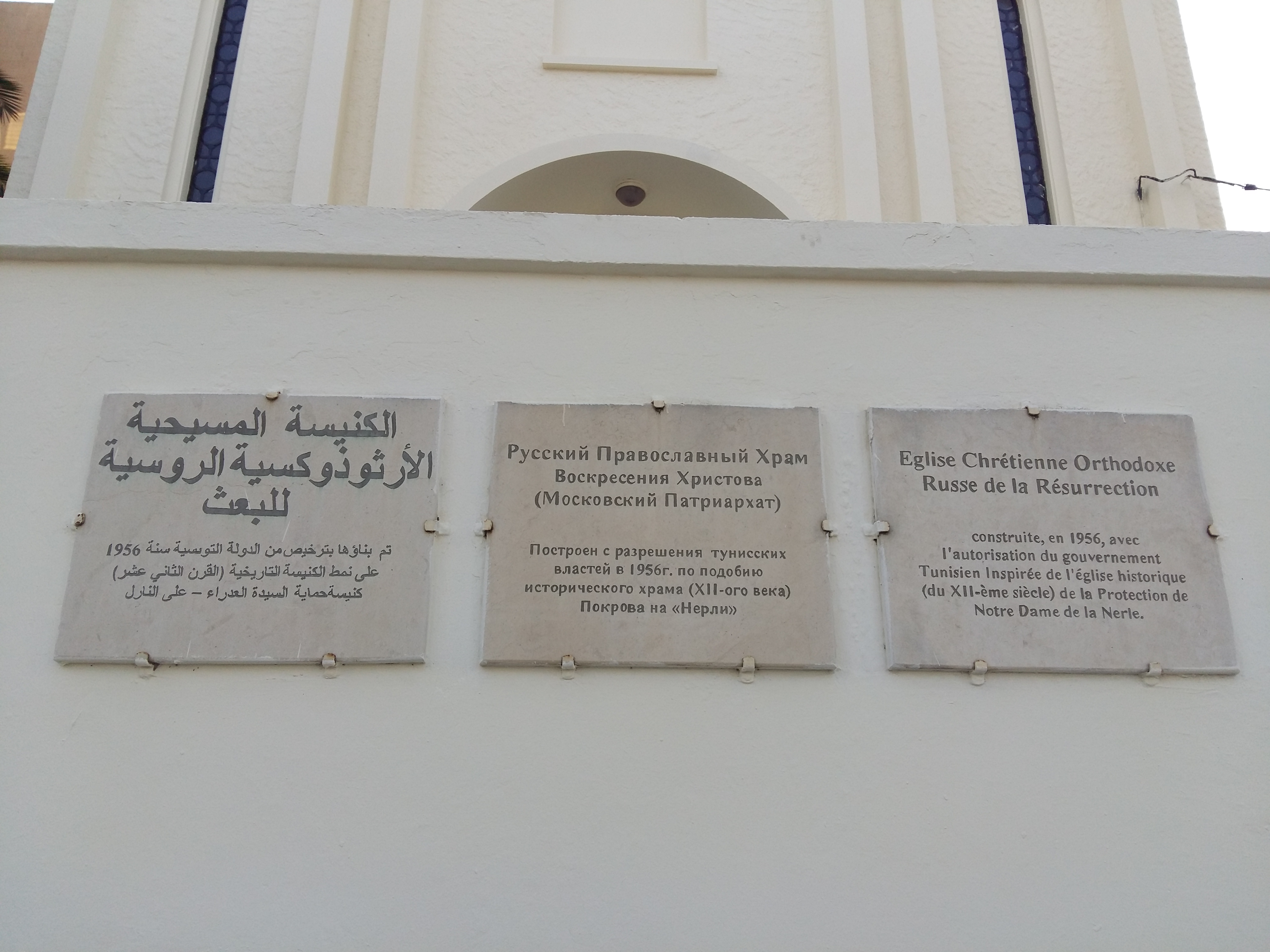
Plaques en arabe, russe et français à l'entrée de l'église.
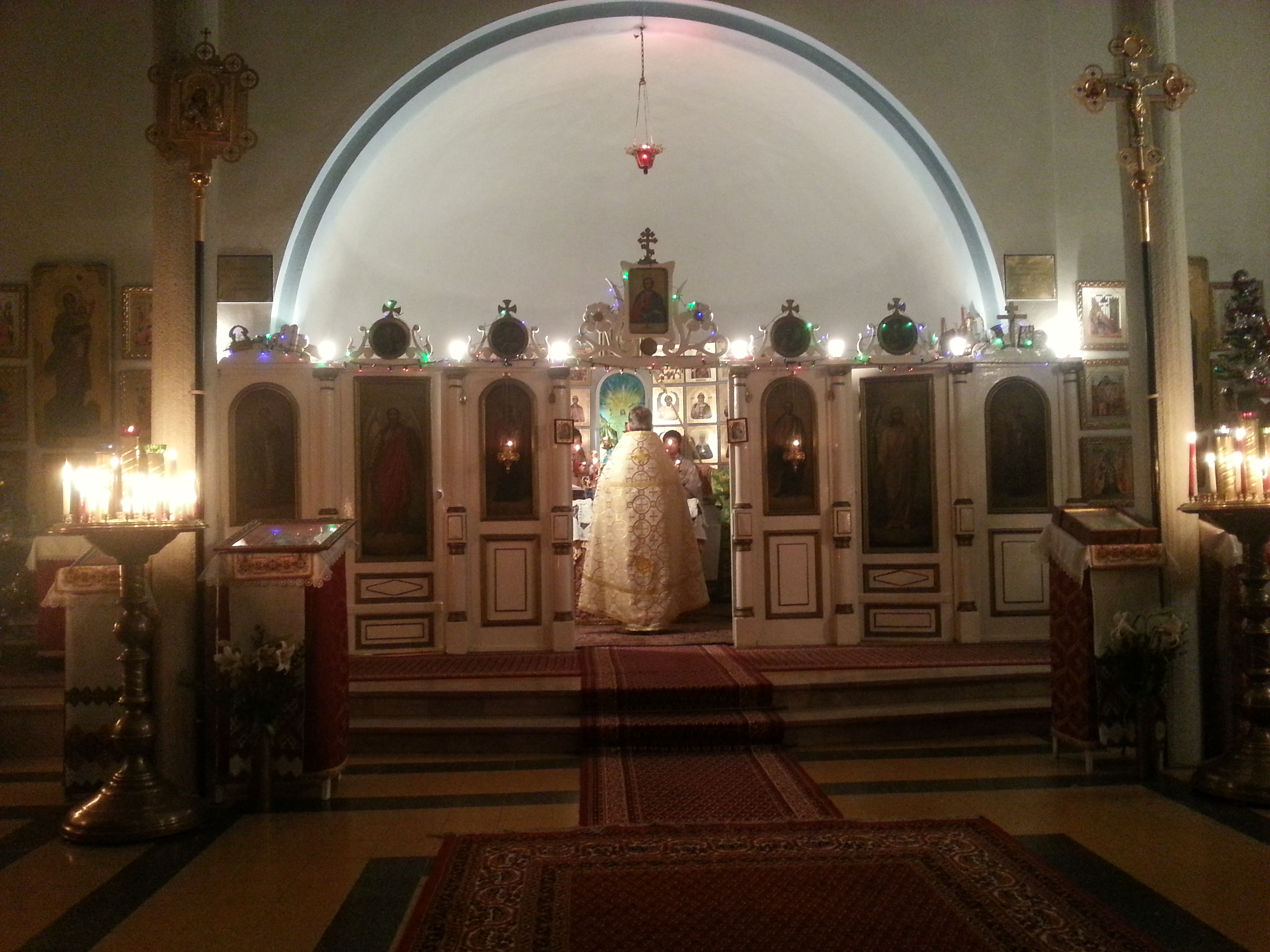
Vue de l'intérieur de l'église.
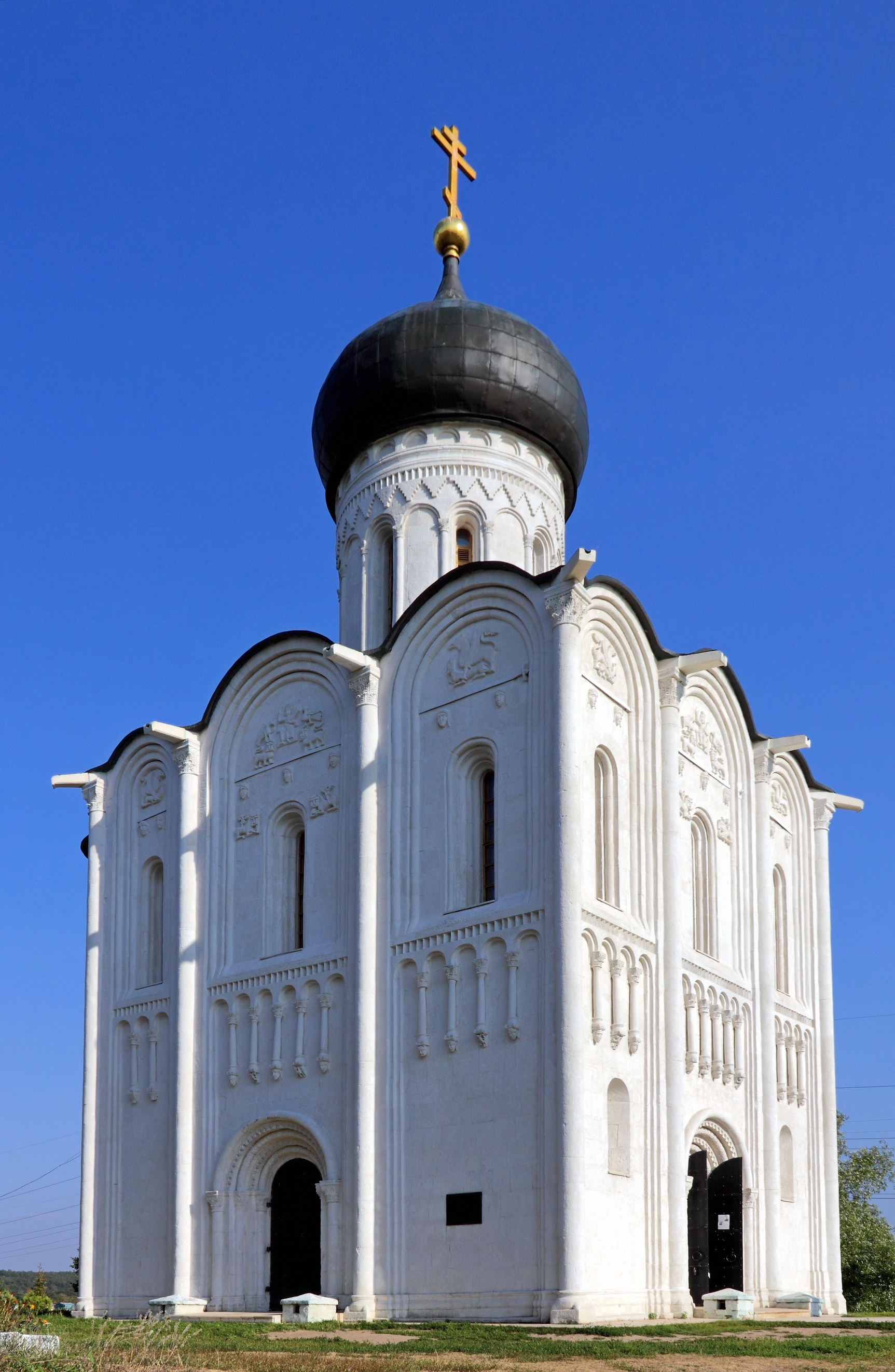
Église de l'Intercession-de-la-Vierge sur la Nerl.